# Glochidion hohenackeri
Glochidion hohenackeri är en emblikaväxtart som först beskrevs av Johannes Müller Argoviensis, och fick sitt nu gällande namn av Richard Henry Beddome. Glochidion hohenackeri ingår i släktet Glochidion och familjen emblikaväxter.

## Underarter
Arten delas in i följande underarter:
- G. h. hohenackeri
- G. h. johnstonei